# Corvée de bois
« Corvée de bois » est une expression qui aurait été utilisée par des soldats français, au cours de la guerre d'Algérie, pour désigner les exécutions sommaires de prisonniers algériens.

## Éléments
Selon l'historien Gilbert Meynier, « pour la totalité de la guerre, les documents français recensent officiellement 21 132 « fuyards abattus » (selon la terminologie consacrée à l'époque) entre 1955 et la fin février 1962, soit 14,55 % des 145 195 présumés rebelles abattus ». Les « corvées de bois », qui auraient été assez fréquentes en milieu rural et en zone de guerre (zones interdites), ont profondément marqué de nombreux appelés du contingent français engagés lors de ce conflit.
En Kabylie et dans les Aurès, la Légion étrangère ainsi que les parachutistes, prétendument, ne faisaient pas de prisonniers[réf. nécessaire]. La « corvée de bois » aurait été la règle. Selon Gilbert Meynier, historien, la plupart des victimes de ces exécutions sommaires auraient été des civils algériens, soupçonnés à tort ou à raison de sympathie envers les indépendantistes du FLN.

#### Bande dessinée
- Didier Daeninckx et Tignous, Corvée de bois, Liber Niger et Les 400 coups, 2002, 45 p. (ISBN 2-914445-04-0 et 2-84596-053-0).